# إدي بلات
إدي بلات (بالإنجليزية: Eddie Platt)‏ هو عازف ساكسفون أمريكي، ولد في 8 ديسمبر 1921، وتوفي في 3 أكتوبر 2010 بسبب مرض.

## وصلات خارجية
- إدي بلات على موقع ميوزك برينز (الإنجليزية)
- إدي بلات على موقع ديسكوغز (الإنجليزية)